# Évêque de Gloucester

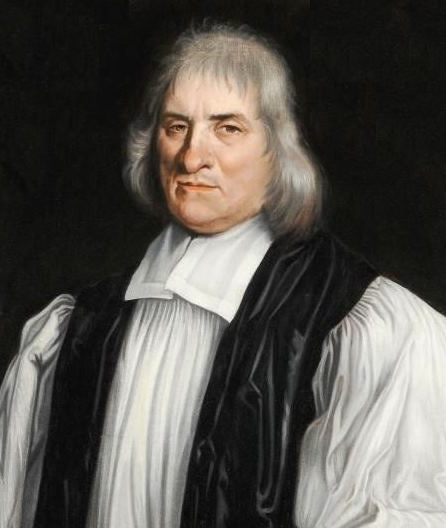
Robert Frampton, 1681-1690

L'évêque de Gloucester est un prélat de l'Église d'Angleterre. Il dirige le diocèse de Gloucester, dans la province de Cantorbéry. Son siège est la cathédrale de Gloucester.

## Liste des évêques de Gloucester

### Évêques de Gloucester (1541-1836)
- 1541-1549 : John Wakeman
- 1550-1554 : John Hooper
- 1554-1558 : James Brooks
- 1562-1579 : Richard Cheyney
- 1581-1598 : John Bullingham
- 1598-1604 : Godfrey Goldsborough
- 1604-1607 : Thomas Ravis
- 1607-1610 : Henry Parry
- 1610-1612 : Giles Thomson
- 1612-1624 : Miles Smith
- 1625-1646 : Godfrey Goodman
- 1646-1660 : siège aboli
- 1660-1672 : William Nicholson
- 1672-1681 : John Pritchett
- 1681-1690 : Robert Frampton
- 1691-1714 : Edward Fowler
- 1715-1722 : Richard Willis
- 1722-1731 : Joseph Wilcocks
- 1731-1733 : Elias Sydall
- 1734-1752 : Martin Benson
- 1752-1759 : James Johnson
- 1759-1779 : William Warburton
- 1779-1781 : James Yorke
- 1781-1789 : Samuel Hallifax
- 1789-1802 : Richard Beadon
- 1802-1815 : George Huntingford
- 1815-1824 : Henry Ryder
- 1824-1830 : Christopher Bethell
- 1830-1836 : James Henry Monk

### Évêques de Gloucester et Bristol (1836-1897)
- 1836-1856 : James Henry Monk
- 1856-1861 : Charles Baring
- 1861-1863 : William Thomson
- 1863-1897 : Charles Ellicott

### Évêques de Gloucester (depuis 1897)
- 1897-1905 : Charles Ellicott
- 1905-1923 : Edgar Gibson
- 1923-1945 : Arthur Headlam
- 1946-1953 : Clifford Woodward
- 1954-1962 : Wilfred Askwith
- 1962-1975 : Basil Guy
- 1975-1992 : John Yates
- 1992-1993 : Peter Ball
- 1993-2003 : David Bentley
- 2004-2014 : Michael Perham